# Saison 1965 de la Ligue canadienne de football
Chronologie
Saison précédente Saison suivante
1965 est la huitième saison de la Ligue canadienne de football et la 82e saison depuis la fondation de la Canadian Rugby Football Union en 1884.

## Événements
L'Association des joueurs de la Ligue canadienne de football (en) (Canadian Football League Players' Association) est fondée à l'initiative de l'avocat John Agro.
La demi-finale de l'Ouest se joue maintenant sur un seul match au lieu de deux matchs au total des points. 

## Classements
| Clt   | Équipe                 | PJ | V  | D  | N | BP  | BC  | Pts |
| ----- | ---------------------- | -- | -- | -- | - | --- | --- | --- |
| +001, | Tiger-Cats de Hamilton | 14 | 10 | 4  | 0 | 281 | 153 | 20  |
| +002, | Rough Riders d'Ottawa  | 14 | 7  | 7  | 0 | 300 | 234 | 14  |
| +003, | Alouettes de Montréal  | 14 | 5  | 9  | 0 | 183 | 215 | 10  |
| +004, | Argonauts de Toronto   | 14 | 3  | 11 | 0 | 193 | 360 | 6   |

| Clt   | Équipe                           | PJ | V  | D  | N | BP  | BC  | Pts |
| ----- | -------------------------------- | -- | -- | -- | - | --- | --- | --- |
| +001, | Stampeders de Calgary            | 16 | 12 | 4  | 0 | 340 | 243 | 24  |
| +002, | Blue Bombers de Winnipeg         | 16 | 11 | 5  | 0 | 301 | 262 | 22  |
| +003, | Roughriders de la Saskatchewan   | 16 | 8  | 7  | 1 | 276 | 277 | 17  |
| +004, | Lions de la Colombie-Britannique | 16 | 6  | 9  | 1 | 286 | 273 | 13  |
| +005, | Eskimos d'Edmonton               | 16 | 5  | 11 | 0 | 257 | 400 | 10  |

## Séries éliminatoires

### Demi-finale de la Conférence de l'Ouest
- 7 novembre : Roughriders de la Saskatchewan 9 - Blue Bombers de Winnipeg 15

### Finale de la Conférence de l'Ouest
- 13 novembre : Blue Bombers de Winnipeg 9 - Stampeders de Calgary 27
- 17 novembre : Stampeders de Calgary 11 - Blue Bombers de Winnipeg 15
- 20 novembre : Blue Bombers de Winnipeg 19 - Stampeders de Calgary 12

Winnipeg gagne la série au meilleur de trois matchs 2 à 1 et passe au match de la coupe Grey.

### Demi-finale de la Conférence de l'Est
- 6 novembre : Alouettes de Montréal 7 - Rough Riders d'Ottawa 36

### Finale de la Conférence de l'Est
- 14 novembre : Tiger-Cats de Hamilton 18 - Rough Riders d'Ottawa 13
- 20 novembre : Rough Riders d'Ottawa 7 - Tiger-Cats de Hamilton 17

Hamilton remporte la série 35 à 20 et passe au match de la coupe Grey.

### 53ecoupe Grey
- 27 novembre : Les Tiger-Cats de Hamilton gagnent 22-16 contre les Blue Bombers de Winnipeg au stade de l'Exposition nationale à Toronto (Ontario).

## Honneurs individuels
- Trophée Schenley du meilleur joueur : George Reed (en) (DO), Roughriders de la Saskatchewan
- Trophée Schenley du meilleur joueur de ligne : Wayne Harris (en) (SEC), Stampeders de Calgary
- Trophée Schenley du meilleur Canadien : Zeno Karcz (en) (SEC), Tiger-Cats de Hamilton
- Trophée Jeff-Russel (courage, habileté, jeu propre et esprit sportif dans la Conférence de l'Est) : Bernie Faloney (QA), Alouettes de Montréal